# Ruth Vandenberghe
Ruth Vandenberghe (Kortrijk, 1973) is een Belgische politica. Sinds eind 2024 is ze burgemeester van Kortrijk. Ze was van 2020 tot 2023 waarnemend burgemeester van Kortrijk tijdens het ministerschap van titelvoerend burgemeester Vincent Van Quickenborne.
Vandenberghe groeide op in Marke en was lid van de scouts Gulden Vlies in Kortrijk. Ze heeft twee zonen. Ze volgde middelbare studies Latijn aan het Lyceum Onze-Lieve-Vrouw van Vlaanderen om vervolgens de richting Politieke Wetenschappen te studeren aan de Universiteit Gent.
Na haar universitaire studies kwam Vandenberghe terecht op het kabinet van toenmalig minister van Justitie Stefaan De Clerck. In 1998 ging ze aan de slag als ambtenaar bij Stad Kortrijk.
Bij de gemeenteraadsverkiezingen van 2018 stond Ruth Vandenberghe voor de eerste maal op een verkiezingslijst. Ze stond op de tweede plaats van de lijst Team Burgemeester na lijsttrekker Vincent Van Quickenborne. Ze werd verkozen en aangesteld als schepen van Dienstverlening, Deelgemeenten, Nette Stad en Kortrijk Spreekt.
Na het vertrek van Vincent Van Quickenborne naar de federale regering-De Croo om er minister van Justitie te worden, werd Ruth Vandenberghe aangesteld als waarnemend burgemeester. Na het ontslag als minister van justitie werd Van Quickenborne terug burgemeester en Vandenberghe schepen. Bij de gemeenteraadsverkiezingen van oktober 2024 trad Van Quickenborne terug als lijsttrekker van de Team Burgemeester-Stadslijst ten voordele van Vandenberghe. Zij haalde de meeste voorkeursstemmen op de lijst en werd begin december 2024 opnieuw burgemeester van de stad. 